# خائن (فیلم ۲۰۰۱)
«خائن» (ایتالیایی: Vipera) یک فیلم به کارگردانی سرجیو چیتی است. از بازیگران آن می‌توان به هاروی کایتل و جانکارلو جانینی اشاره کرد.